# Potštejn (hrad, okres Plzeň-jih)
Potštejn je zřícenina hradu u městyse Žinkovy v okrese okrese Plzeň-jih. Nachází se na ostrožně nad rybníkem Labuť v nadmořské výšce asi 530 metrů. Od roku 1963 je chráněn jako kulturní památka.

## Historie
První písemná zmínka o hradu pochází z roku 1259, kdy patřil Půtovi z Potštejna, který pocházel z rodu Drslaviců a byl purkrabím v Domažlicích. Posledním majitelem, který se po hradu psal, ale již na něm nesídlil, byl Bavor z Potštejna zmiňovaný v roce 1414. Po jeho smrti v roce 1437 pravděpodobně neobydlený hrad zdědil Přibík z Klenové. Při dělení majetku mezi jeho pravnuky je hrad v roce 1525 zmiňován jako pustý.

## Stavební podoba
Obdélný hradní areál obtáčel s výjimkou krátkého úseku na severní straně příkop. Na východě bylo předhradí opevněné hradbou. Na západ od něj se za dalším příkopem nacházelo hradní jádro, v jehož čele stál okrouhlý bergfrit. Podsklepený palác stával podél západní strany jádra a menší palácové křídlo stálo také podél jižní strany.

## Přístup
Zřícenina hradu je volně přístupná po žlutě značené turistické trase od žinkovského zámku k rozcestí Nový rybník na silnici II/191.